# Streifenschwanzkolibri

Eupherusa eximia Verbreitungsgebiet

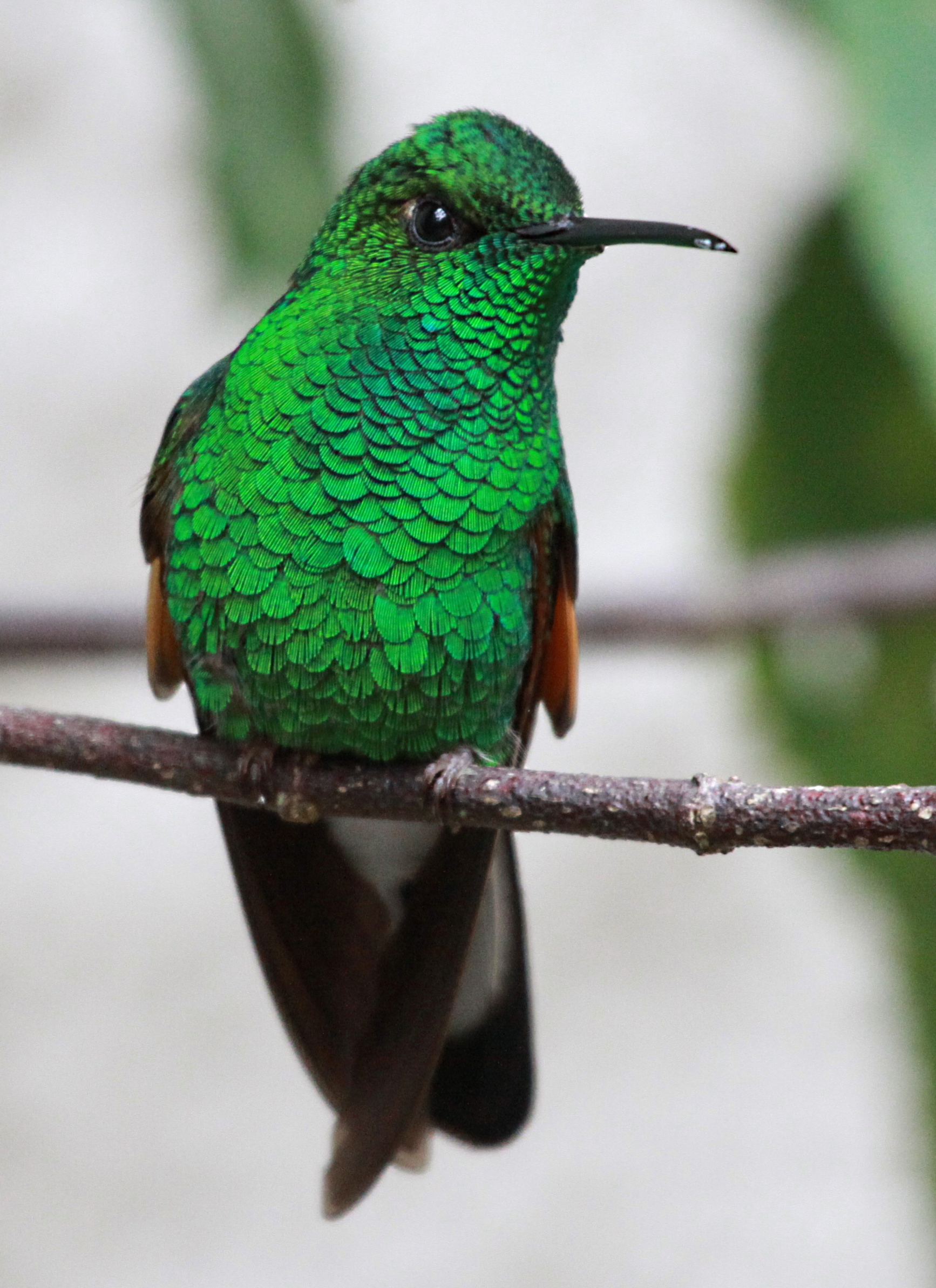
Eupherusa eximia

Der Streifenschwanzkolibri  oder Streifenschwanzeupherusa (Eupherusa eximia) ist eine Vogelart aus der Familie der Kolibris (Trochilidae). Die Art hat ein  etwa 180.000 Quadratkilometer großes Verbreitungsgebiet in Mexiko, Belize, Guatemala, Honduras, Costa Rica, Panama und Nicaragua. Der Bestand ist laut IUCN nicht gefährdet (least concern).

## Merkmale
Der Streifenschwanzkolibri erreicht eine Körperlänge von 10 bis 11,5 Zentimetern und zählt somit zu den mittelgroßen Kolibris. Der schwarze, gerade Schnabel ist 18 bis 19 Millimeter lang. Das Männchen ist überwiegend smaragdgrün. Im unteren Bauchbereich geht die Farbe in gelbbraun über. Der untere Teil des Schwanzes ist weiß gefärbt. Das rötliche Muster der Armschwingen sticht auffällig hervor. Die inneren Steuerfedern sind grün und mit einem weißen Streifen durchzogen, während sie nach außen schwarz werden. Beim Weibchen sind Hals und Unterteil aschgrau. Um die Ohren ist der Kopf beim Weibchen dunkel und die Augen ziert ein weißer Ring. Der weiße Teil des Schwanzes ist ausgeprägter als beim Männchen. Die schwarzen Außenfedern fehlen. Die Oberseite ist wie beim Männchen smaragdgrün.

## Habitat
Der Vogel bewegt sich vorzugsweise in feuchtem immergrünem Wald sowie in Nebelwäldern. Zur Futtersuche sieht man in regelmäßig im Waldinneren. Sonst bevorzugt er niedriger wachsende Pflanzen, Sträucher und kleinere Bäume am Waldrand. In Chiriquí und Veraguas ist er meist über 1500 Meter Höhe aktiv, meist jedoch in Höhen zwischen 600 und 1800 Metern.

## Verhalten
Sein Futter sammelt er in allen Vegetationshöhen. Bei der Nahrungsaufnahme wird der Schwanz gespreizt. Die Brutzeit ist von April bis August.

## Unterarten
Bisher sind drei Unterarten bekannt.
- Eupherusa eximia egregia P. L. Sclater & Salvin, 1868[2]
- Eupherusa eximia eximia (Delattre, 1843)[3]
- Eupherusa eximia nelsoni Ridgway, 1910[4]

Die Unterart nelsoni findet man im Osten & Südosten Mexikos. Die Subspezies eximia ist im extremen Osten Mexikos bis in die Hochebenen Zentralnicaraguas beheimatet. Im Hochland Costa Ricas und Westpanama trifft man auf die ssp. egregia.

## Etymologie und Forschungsgeschichte
Adolphe Delattre beschrieb den Streifenschwanzkolibri unter dem Namen Ornismya eximia.  Im Jahr 1857 wurde die Art von John Gould der Gattung Eupherusa zugeordnet. Das »Eupherusa« leitet sich aus den griechischen Worten »eu εὖ« für »gut« und »pherō φέρω« für »tragen« ab. Der Begriff »eximia« leitet sich vom lateinischen Wort »eximius« für »ausnehmend, außerordentlich« ab. Das Wort »egregia« stammt vom lateinischen Wort »egregius« für »ausgezeichnet, hervorragend« ab. Das »nelsoni« ist Edward William Nelson (1855–1934) gewidmet. Nelson hatte zusammen mit Edward Alphonso Goldman (1873–1946) an einer biologischen Studie in Mexiko teilgenommen, von welcher das Typusexemplar stammte.